# Winifred Land
Winifred Land war eine englische Tischtennisspielerin. Sie gewann bei den Weltmeisterschaften 1926 und 1928 insgesamt vier Bronzemedaillen.

## Werdegang
Sehr wenig ist über Winifred Land bekannt. 
1926 nahm sie an der erstmals ausgetragenen Weltmeisterschaft in London teil. Für die Damen gab es damals nur den Einzel- und den Mixedwettbewerb, Doppel und Mannschaftskämpfe wurden nicht ausgetragen. Im Einzel besiegte sie G. Mc Cosh (England) und Joan Ingram (England), verlor dann das Halbfinale gegen die spätere Weltmeisterin Mária Mednyánszky aus Ungarn. Im Mixed an der Seite ihres Landsmannes H.A.Bennett gewann sie gegen R.H. Berry / Kathleen M. Berry (England) sowie H.L. Morgan/K. Beaufoy (England), verpasste dann aber den Einzug ins Finale durch eine Niederlage gegen Roland Jacobi/G.Gleeson (Ungarn/England).
Bei der nächsten WM 1928 in Stockholm wurde erstmals auch ein Doppelwettbewerb für Damen angeboten. Hier kam das Paar Winifred Land/Joan Ingram kampflos eine Runde weiter und scheiterte dann im Halbfinale an Mária Mednyánszky/Fanchette Flamm (Ungarn/Österreich). Im Mixed trat sie mit Fred Perry (England) an. Nach einer kampflosen ersten Runde besiegten sie Robert Thum/Fanchette Flamm (Österreich), traten dann jedoch im Halbfinale nicht an. Im Einzel schied sie sofort gegen die Ungarin und spätere Weltmeisterin Mária Mednyánszky aus.
Bei den Offenen Meisterschaften von England kam sie dreimal auf den ersten Platz, nämlich 1927/28 im Doppel mit Brenda Sommerville, 1928/29 im Mixed mit Fred Perry und 1929/30 mit Magda Gál (Ungarn) im Doppel. Mit Fred Perry kam sie auch 1927/28 bei den Internationalen Deutschen Meisterschaften in Berlin auf Platz vier.
Danach trat sie international nicht mehr in Erscheinung.

## Turnierergebnisse
| Verband | Veranstaltung     | Jahr | Ort       | Land | Einzel     | Doppel     | Mixed      | Team |
| ------- | ----------------- | ---- | --------- | ---- | ---------- | ---------- | ---------- | ---- |
| ENG     | Weltmeisterschaft | 1928 | Stockholm | SWE  | letzte 16  | Halbfinale | Halbfinale |      |
| ENG     | Weltmeisterschaft | 1926 | London    | ENG  | Halbfinale |            | Halbfinale |      |